# ایپون ریو کاراته
ایپون نشانه تکلمل و قدرت است و ریو نشانه راه و طریقت
ایپون ریو سبکی علمی و مدرن در کاراته است که در آن به تمام مسائل تکنیکی، علمی و فلسفی توجهی خاص گردیده. ایپون ریو را می‌توان مادر کاراته نوین نامید. مرکز ایپون ریو در حال حاضر در هلند است. کار این مرکز آموزش صحیح کاراته و آشنا کردن مردم به این رشته ورزشی زیباست. 
" ایپون ریو " در سال 1980 در دامنه کوهای زیبای البرز در( ایران عزیز) شکل یافت و بعد از سال‌ها 1990 تا 1997 در اروپا به اوج تکامل خود رسید. مبتکر این سبک " سن سی صفری " است. او که از عاشقان این ورزش است و تمام عمر خود را صرف یادگیری، آموزش و تکامل این ورزش زیبا کرده.
کاراته ورزشی جدای از یک رشته ورزشی و یک هنر رزمی و دفاع شخصی هم بشمار می‌رود. در کاراته ویژگی‌های وجود دارد که در هیچ رشته ورزشی دیگر بدین معنا نخواهید یافت. لباس سپید، درجات، احترام و کنترول، فلسفه و تسلط محیطی آن از ویژیگیهای آن بشمار می‌رود.
سالها تجربه و مطالعه در سبکهای کاراته وی را به این فکر انداخت تا آموخته‌هایش را در قالب یک سبک پیشرفته به مردم جهان تقدیم دارد. تلاش او بخاطر پیشرفت کاراته و شناخت هر چه بهتر آن به مردم است.
در کاراته فضای علمی و تسلط محیطی خاصی وجود دارد که در سلامتی و توان جسمی یک جامعه سالم بسیار مؤثر است، بخصوص برای نوجوانان و جوان. 
در این مقطع از زمان و زندگی ماشینی که توان جسمی جامعه کنونی ما را تحدید می‌کند باید توجه بیشتری به امر ورزش داشت. نقش ورزش در زندگی ما نقشی حیاطی و غیرقابل انکاری است. 
ورزش باعث می‌شود اعصاب بدن کار خود را بخوبی و بهتر انجام دهند. ورزش کردن جسم و روح را متعادل میسازد. ورزش به انسان کمک می‌کند تا به تسلط محیطی از دیدگاه فلسفی برسد. با ورزش می‌توان از بسیاری از بیماری‌ها و افسردگیها جلوگیری کرد.
تبلیغات اندک و دسته بندیهای ورزشی و تجاری مانع ان گردیده تا ورزش کاراته به مردم به درستی شناسانده نشود. 
در علم ورزش این مطلب به اثبات رسیده، ورزشهایکه با ابزار کمتری سر کار دارند بازدهی بیشتری دارند. تلاش، پشتکار و تداوم در ورزش باعث نشاط، شادابی، قدرت، طول عمر و جوانی می‌شود.
در" کاراته ایپون ریو" درجات و تکنیکها به صورتی طراحی شده تا فضای علاقه‌مندی و پیشرفت را برای کاراته کاران ایجاد کند و آن‌ها را به فرم تکنیکی خوب برساند و از بروز هرگونه آسیب دیدگی جلوگیری نماید.
درجات ایپون ریو شامل: کمربند سفید، زرد، نارنجی، سبز، آبی، قهوه‌ای و مشکی است. پس از آن هم با دان کاراته کا ارتقا می‌یابد. هر کمربند دارای کتاب خاصی برای خود است تا شخص کاراته کا بدور از هر مشکلی بتواند به درجات بالای این ورزش زیبا خود را برساند و از آن بهر بگیرد.
مسابقات کاراته در ایپون ریو با قوانین خاصی برگزار می‌شود. شخص قهرمان به واقع قهرمان است و برای رسیدن به عناوین قهرمانی باید از ضریب تکنیکی و توان جسمی بالای برخوردار باشد.
قوانین داوری به صورتی تنظیم گردیده که یک کاراته کا خود را در زمین مسابقات بیشتر امن احساس کند و بخاطر یک اشتباه داوری یا ناداوری و دسته بندی از صحنه مسابقات خارج نگردند.
زمان مسابقات از ویژگی خاصی بر خوردار است تا یک کاراته کا توان جسمی، روحی و تکنیکی خود را در مدت طولانی تری به نمایش بگذارد. ( در دو زمان دو دقیقه و سی ثانیه استراحت ) نقش مربی در زمین مسابقات بیشتر از است. در ایپون ریو فقط به تکنیکهایی که اجرای صحیح دارند امتیاز داده می‌شود. اینگونه مسابقه دهندگان باید خود را به سطح تکنیکی مطلوبی برسانند.
بخش فرهنگی این این مرکز آماده پاسخ گویی به سوالات شما عزیزان در رابطه با این ورزش است.
www.ipponryu.nl 